# Cleveland, Utah
Cleveland är en ort i Emery County i delstaten Utah, USA.